# Xavier Musketeers
Xavier Musketeers – nazwa drużyn sportowych Xavier University w Cincinnati, biorących udział w akademickich rozgrywkach w Big East Conference, organizowanych przez National Collegiate Athletic Association. 

## Sekcje sportowe uczelni

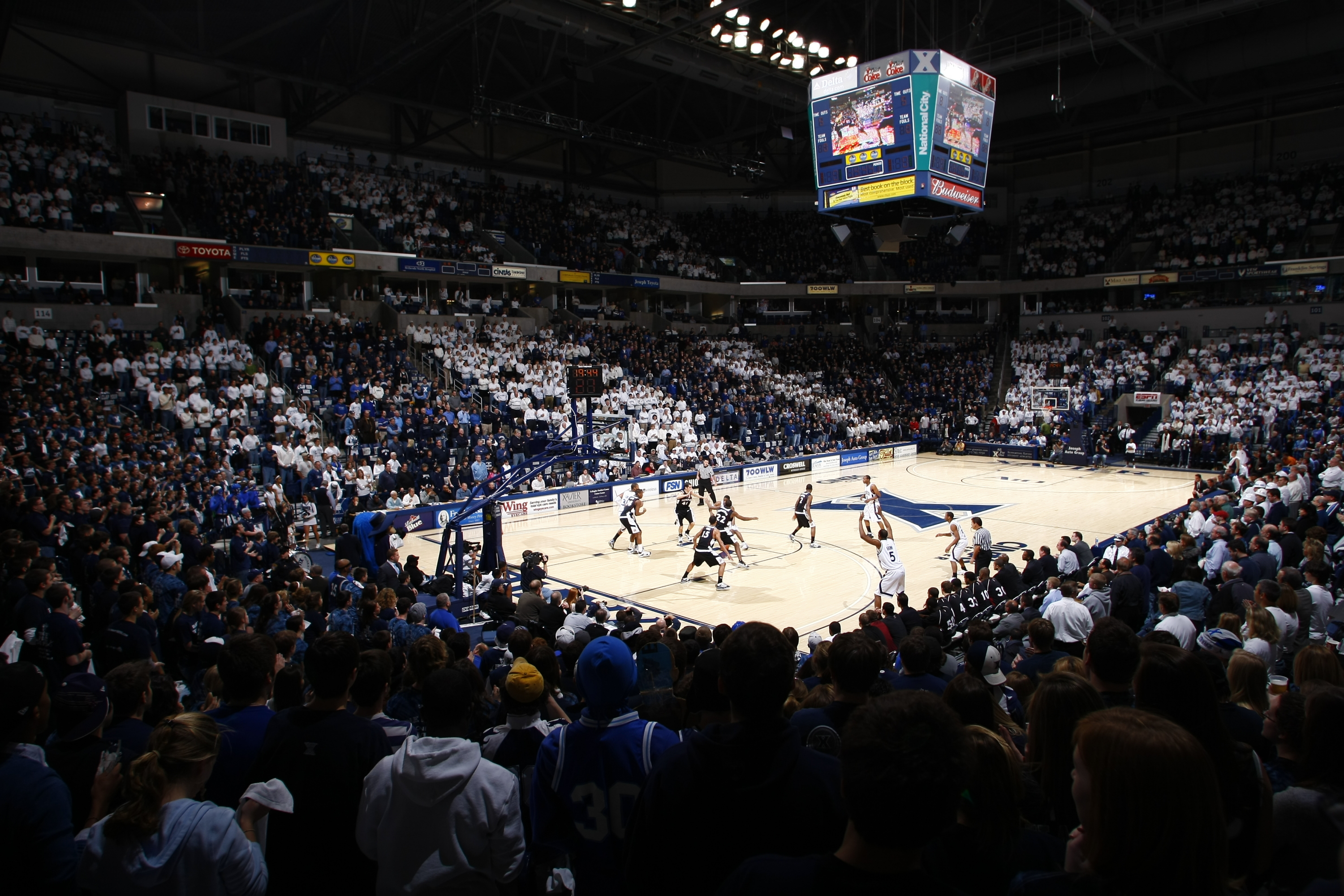
Cintas Center.

| Mężczyźni - baseball - golf - koszykówka - lekkoatletyka - piłka nożna - pływanie - tenis | Kobiety - bieg przełajowy - golf - koszykówka - lekkoatletyka - piłka nożna - siatkówka - tenis |

## Obiekty sportowe
- Cintas Center – hala sportowa o pojemności 10 250 miejsc, w której odbywają się mecze koszykówki i siatkówki[1]
- J. Page Hayden Field – stadion baseballowy[2]
- Xavier University Soccer Complex – stadion piłkarski o pojemności 2500 miejsc[3]
- Jim and Mary Brockhoff Family Tennis Facility – korty tenisowe[4]
- O'Connor Sports Center – hala sportowa z pływalnią[5]